# حسين غباش
حسين عبيد غباش (1951-2020) باحث وكاتب وأكاديمي ودبلوماسي سابق إماراتي. مواليد مدينة دبي 1951. عرف غباش بتخصصه في التاريخ العماني، وألف في السياسة والتاريخ الإسلامي والاجتماع. عمل أستاذًا في جامعة القديس يوسف في بيروت. وكان مندوبًا للإمارات المتحدة الدائم في منظمة الأمم المتحدة للتربية والثقافة والعلوم (اليونسكو). اهتم بالشأن التاريخي والسياسي الخليجي فألف فيهما (عُمان: الديموقراطية الإسلامية تقاليد الإمامة والتاريخ السياسي الحديث 1500-1970)، (الإمارات والمستقبل وقضايا راهنة) 2008، (الجذور الثقافية للديموقراطية في الخليج-الكويت والبحرين) 2010.

## المؤلفات
- فلسطين حقوق الإنسان وحدود المنطق الصهيوني 1987.
- عمان: الديموقراطية الإسلامية، تقاليد الإمامة والتاريخ الإسلامي الحديث 1997.
- الإمارات والمستقبل وقضايا راهنة 2008.
- الجذور الثقافية للديموقراطية في الخليج-الكويت والبحرين 2010.
- آراء ودراسات حول كتاب عمان.. الديموقراطية الإسلامية 2010.
- التصوف، معراج السالكين إلى الله 2016.
- محمد صلى الله عليه وسلم، قراءة حديثة في سيرة رسول النور والسلام 2018.